# König Friedrich August (Schiff)
Der Doppelschraubendampfer König Friedrich August wurde 1906 für den Hamburg – Südamerika – Passagierdienst der Hamburg-Amerikanische Packetfahrt-Actien-Gesellschaft (HAPAG) gebaut. Das Schiff war ein Schwesterschiff der für die Hamburg Süd gebauten Cap Vilano. Beide Reedereien setzten je zwei Schiffe dieses Typs gemeinsam ein. 1914 war der Verkauf der beiden Hamburg-Süd-Schiffe an die HAPAG geplant, die mit Prinzen-Namen in Dienst kommen sollten.
Die nach dem Krieg als Reparation nach Großbritannien ausgelieferte König Friedrich August wurde 1920–1925 von der Canadian Pacific Line als Montreal und 1928 bis 1931 als Alesia von der französischen Fabre Line eingesetzt. 1933 wurde sie in Italien verschrottet.

## Dienst bei der HAPAG

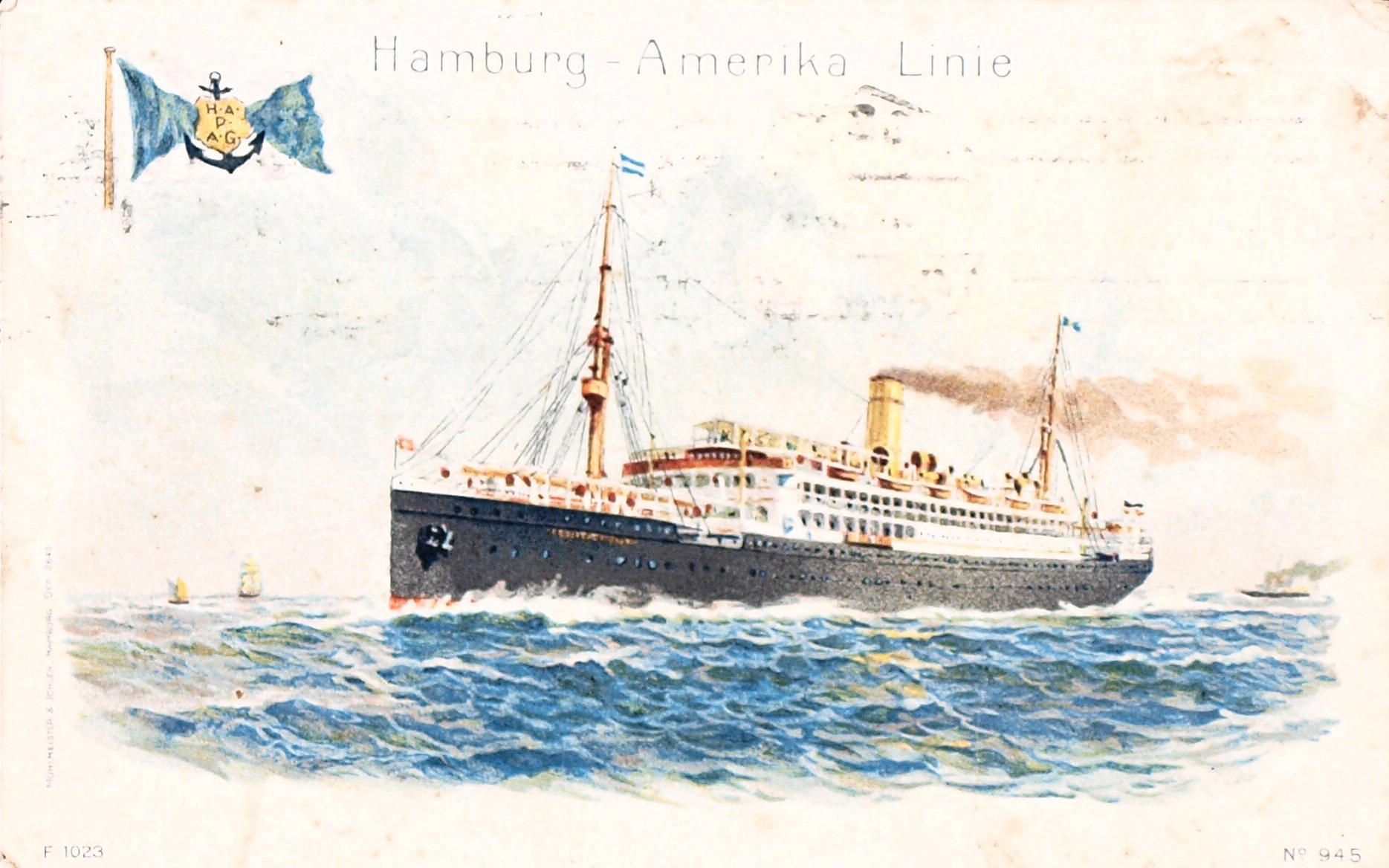
Bord-Postkarte des Dampfers König Friedrich August von 1911

Die König Friedrich August wurde bei Blohm & Voss für den Hamburg-Südamerika-Dienst der HAPAG gebaut. Sie hatte einen geringen Tiefgang und war für die Fahrt auf dem Río de la Plata gut geeignet. Ihre Dienstgeschwindigkeit betrug 15 Knoten und sie konnte bis zu 1.015 Passagiere aufnehmen.
Der Stapellauf fand am 4. Juli 1906 statt. Ursprünglich war der Stapellauf bereits für den 3. Juli geplant, wurde jedoch auf Grund des Brandes der Hauptkirche St. Michaelis um einen Tag verschoben. Am 16. Oktober 1906 wurde das Schiff der HAPAG übergeben. Am 26. Oktober begann sie ihre Jungfernfahrt mit dem Ziel Buenos Aires. Neben Fahrten nach Südamerika wurde sie gelegentlich auch auf anderen Strecken eingesetzt. Im April 1914 wurde sie in Hamburg aufgelegt, wo sie die gesamte Kriegszeit verblieb.

## Nachkriegsschicksal
Am 27. März 1919 fuhr sie von Hamburg nach Southend-on-Sea, wo das Schiff dann am 2. April vom Shipping Controller in London als Reparation übernommen und von der britischen Reederei Peninsular and Oriental Steam Navigation Company bereedert wurde.
Am 6. November 1920 wurde die König Friedrich August an die Canadian Pacific Line verkauft und überholt. Sie war umbenannt als Montreal danach mit 9.720 BRT vermessen und für 332 Kabinenpassagiere sowie 990 der III. Klasse eingerichtet. Am 1. Juni 1921 begann ihre erste Reise zwischen Antwerpen, Southampton, Quebec und Montreal. Von August 1921 bis Mai 1922 wurde sie auch viermal zwischen Triest, Neapel, Quebec und Montreal eingesetzt. 1923 wurde sie erneut überholt und bot danach nur noch Platz für 229 Kabinenpassagiere und 240 der III. Klasse.
Am 19. Juni 1924 rammte der italienische Getreidefrachter Clara Camus etwa 7 Meilen entfernt von Kap Race an der Küste Neufundlands den Passagierdampfer Metagama (12.450 BRT) der Canadian Pacific Line an der Steuerbordseite bei dichtem Nebel. Die Metagama wurde erheblich beschädigt und konnte ihre Reise nach Montreal nicht fortsetzen. Am 20. übernahm die Montreal die 650 Passagiere der Metagama und brachte sie nach Montreal.
Im Juli nahm sie dann den Dienst auf der Linie Kanada – Liverpool auf, wurde aber schon im Oktober 1925 in Gareloch, Schottland, aufgelegt. 1927 machte sie einige Reisen zwischen Liverpool beziehungsweise Antwerpen und Saint John (New Brunswick), bevor sie jetzt in Southend erneut aufgelegt wurde.
1928 wurde sie an die Fabre Line in Marseille verkauft, die sie im Mai in Alesia umbenannte und von Marseille nach New York einsetzte.
1931 wurde sie aufgelegt und ab dem 3. November 1931 bis 1933 in Genua abgewrackt.